# RT (텔레비전 네트워크)
RT(아르티)는 러시아에서 방송하는 국제 보도전문채널로 2005년 12월 10일에 개국하였다. 기존 명칭은 러시아 투데이(Russia Today)였으며 2009년부터 RT라는 약칭을 공식 명칭으로 사용하기 시작하였다.
RT는 서방 언론이 러시아를 일방적으로 부정적으로 묘사하는 데에 반발한 러시아 정부가 거액의 돈을 들여 설립한 방송국으로 국영 방송에 가까운 형태를 띠고 있다. 현재 모회사는 ANO TV-Novosti로 모스크바에 본사를 두고 있다.
RT는 영미권 언론에 대항할 매체 중 하나로 각광을 받고 있으며 2013년에는 방송사 최초로 유튜브 조회수 10억 건을 달성하고 있으며 미국에서는 BBC 다음으로 많이 시청하는 해외 방송국으로, 영국에서도 BBC, 스카이 뉴스, 알자지라 잉글리시 다음으로 많이 시청하는 뉴스 채널로 떠올랐다. 그러나 러시아 정부의 지휘 아래에 있는 특성상 친러시아적인 행태와 더불어 블라디미르 푸틴의 선전 방송에 불과하다는 비판도 있다.
RT는 3개의 언어를 통한 다국어 방송을 하고 있다. 2005년에 영어 채널로 출범하였으며, 이후 2007년에 아랍어 채널인 "Rusiya Al-Yaum", 2009년에 스페인어 채널인 "RT Actualidad"가 차례로 개국되었다. 2010년에는 미국을 대상으로 하는 "RT America"를 개국하여 워싱턴 D.C에서 방송하고 있다.

## 같이 보기
- 소련중앙텔레비전